# Greatest Hits (album Alice in Chains)
Greatest Hits – trzeci album kompilacyjny amerykańskiego zespołu muzycznego Alice in Chains. Składanka ukazała się na rynku 24 lipca 2001 nakładem wytwórni fonograficznej Columbia.
Album Greatest Hits jest trzecią kompilacją w dyskografii Alice in Chains. W jej skład wchodzi dziesięć utworów, zawartych na płycie CD. Zestaw obejmuje materiał pochodzący z trzech albumów studyjnych i jednego minialbumu. Składanka otrzymała na ogół przychylne recenzje, choć krytycy jako jej główną wadę wymieniali okrojoną liczbę utworów. 5 sierpnia 2022, przekroczywszy nakład miliona sprzedanych kopii, Greatest Hits otrzymał od zrzeszenia amerykańskich wydawców muzyki Recording Industry Association of America (RIAA) certyfikat platynowej płyty. 29 sierpnia 2024 album osiągnął próg 7 tys. 500 egzemplarzy w Nowej Zelandii, dzięki czemu uzyskał od Recorded Music NZ (RIANZ) certyfikat złotej płyty.

## Opis albumu i wydanie
Jednopłytowa kompilacja Greatest Hits jest trzecią – po Nothing Safe: Best of the Box (1999) oraz Music Bank (1999) – składanką w dyskografii Alice in Chains. Jej zestaw obejmuje dziesięć utworów pochodzących z trzech albumów studyjnych – Facelift (1990), Dirt (1992) i Alice in Chains (1995) – oraz z minialbumu Jar of Flies (1994).
Kompilacja Greatest Hits ukazała się na rynku 24 lipca 2001 nakładem wytwórni Columbia. Jest to zarazem ostatnie wydawnictwo zespołu, wydane za życia wokalisty Layne’a Staleya, który zmarł na początku kwietnia 2002 z powodu przedawkowania narkotyków (speedball).

## Oprawa graficzna
Odpowiedzialną za oprawę graficzną albumu jest Mary Maurer. Oryginalne wydanie płyty z 2001 przedstawiało na okładce zdjęcie amerykańskiego boksera Gene’a Fullmera. Fotografia ukazywała go podczas walki z Sugar Ray Robinsonem z 15 listopada 1957. Fullmer stracił tytuł mistrza wagi średniej cztery miesiące wcześniej na rzecz wspomnianego Robinsona. Walka odbyła się w Madison Square Garden w Nowym Jorku.

## Odbiór

### Krytyczny
| AllMusic                      | [ 1 ]  |
| Encyclopedia of Popular Music | [ 11 ] |
| Rolling Stone Album Guide     | [ 12 ] |
| „Tylko Rock”                  | [ 13 ] |

Steve Huey z AllMusic przyznał albumowi trzy gwiazdki w pięciostopniowej skali, stwierdzając, że kompozycje są dobrze dobrane i zawierają znane utwory z repertuaru grupy, lecz jedyną wadą kompilacji jest jej skromna liczba. „Greatest Hits zaspokoi potrzeby zwykłych fanów, którzy chcą tylko dziesięciu najlepszych piosenek Alice in Chains na jednej płycie bez wydawania zbyt dużych pieniędzy, ale w katalogu zespołu jest zbyt wiele innych dobrych momentów, aby uczynić to dobrym zakupem” – argumentował. Christopher Walsh z tygodnika „Billboard” pisał: „Mocny atak Alice in Chains, zremiksowany w 5.1 na SACD przez wieloletniego inżyniera oraz współproducenta Toby’ego Wrighta, prezentuje zespół w jeszcze cięższym kontekście niż na jego dwukanałowych wydawnictwach. Od otwierającego uderzenia werbla w «Man in the Box» Greatest Hits Alice in Chains to dźwiękowy atak, który umieszcza słuchacza dokładnie w środku zespołu”.
Bill Adams z „Ground Control” podjął wątpliwości sens wydania składanki zawierającej największe przeboje. Zaznaczył, że większe zainteresowanie wzbudziłby zestaw zawierający unikatowe nagrania koncertowe lub box set. Andrew Gilstrap z PopMatters zwracał uwagę, że „Greatest Hits jest zestawem mocno okrojonym jeśli chodzi o twórczość zespołu”. Podkreślał, że to dobry album dla słuchacza chcącego dopiero co zapoznać się z dokonaniami grupy, lecz nie dla fana. Jordan Babula przyznawał za pośrednictwem „Teraz Rocka”, że płyta będzie stanowić atrakcję dla osób, które w swej kolekcji nie posiadają żadnego albumu Alice in Chains.

### Komercyjny
15 września 2001 album zadebiutował na 112. pozycji zestawienia Billboard 200. 30 listopada 2005, przekroczywszy próg sprzedaży 500 tys. egzemplarzy, uzyskał w Stanach Zjednoczonych certyfikat złotej płyty, który przyznało amerykańskie zrzeszenie wydawców muzyki Recording Industry Association of America (RIAA). 4 kwietnia 2015 zadebiutował na 45. miejscu w notowaniu Catalog Albums, opracowywanym przez „Billboard”. Utrzymał się na liście przez dwa tygodnie. W 2021 Greatest Hits był notowany na greckiej liście Top 75 Albums, gdzie uplasował się na 16. lokacie.
5 sierpnia 2022, uzyskawszy w Stanach Zjednoczonych nakład przekraczający milion sprzedanych egzemplarzy, składanka otrzymała od RIAA certyfikat platynowej płyty. 29 sierpnia 2024 osiągnęła próg 7 tys. 500 kopii w Nowej Zelandii, dzięki czemu uzyskała certyfikat złotej płyty od zrzeszenia Recorded Music NZ (RIANZ).

## Lista utworów
| Nr  | Tytuł utworu        | Autorzy                       | Długość |
| --- | ------------------- | ----------------------------- | ------- |
| 1.  | „Man in the Box”    | Layne Staley • Jerry Cantrell | 4:46    |
| 2.  | „Them Bones”        | Cantrell                      | 2:30    |
| 3.  | „Rooster”           | Cantrell                      | 6:15    |
| 4.  | „Angry Chair”       | Staley                        | 4:48    |
| 5.  | „Would?”            | Cantrell                      | 3:27    |
| 6.  | „No Excuses”        | Cantrell                      | 4:15    |
| 7.  | „I Stay Away”       | Staley • Cantrell • Mike Inez | 4:14    |
| 8.  | „Grind”             | Cantrell                      | 4:45    |
| 9.  | „Heaven Beside You” | Staley • Cantrell • Inez      | 5:27    |
| 10. | „Again”             | Staley • Cantrell             | 4:05    |
|     |                     |                               | 44:32   |

## Personel
Opracowano na podstawie materiału źródłowego:
| Alice in Chains - Layne Staley – śpiew, gitara rytmiczna (4), wokal wspierający - Jerry Cantrell – śpiew, gitara rytmiczna, gitara prowadząca, gitara akustyczna (6–7, 9), wokal wspierający, talk box (1) - Mike Starr – gitara basowa (1–5) - Mike Inez – gitara basowa (8–10), akustyczna gitara basowa (6–7), gitara dwunastostrunowa (7), wokal wspierający (10) - Sean Kinney – perkusja Muzycy sesyjni - April Acevez – altówka (7) - Matthew Weiss – altówka (7) - Justine Foy – wiolonczela (7) - Rebecca Clemons-Smith – wiolonczela (7) | Produkcja - Producent muzyczny: Dave Jerden, Rick Parashar, Toby Wright - Mastering: Stephen Marcussen w Marcussen Mastering Studio, Hollywood Oprawa graficzna - Dyrektor artystyczny: Mary Maurer - Zdjęcia: Marty Temme, Rocky Schenck Management - Zarządzanie: Susan Silver |

## Pozycje na listach i certyfikaty
| Lista (2001)                       | Pozycja |
| ---------------------------------- | ------- |
| Billboard 200 (Stany Zjednoczone)  | 112     |
| Lista (2015)                       | Pozycja |
| Catalog Albums (Stany Zjednoczone) | 45      |
| Lista (2021)                       | Pozycja |
| Top 75 Albums (Grecja)             | 16      |

| Państwo                  | Certyfikat      | Sprzedaż   |
| ------------------------ | --------------- | ---------- |
| Nowa Zelandia (RMNZ)     | złota płyta     | 7 500+     |
| Stany Zjednoczone (RIAA) | platynowa płyta | 1 000 000+ |